# 영광 신천리 삼층석탑
영광 신천리 삼층석탑(靈光 新川里 三層石塔)은 대한민국 전라남도 영광군 묘량면 신천리에 있는 고려시대의 삼층석탑이다. 1969년 6월 16일 대한민국의 보물 제504호로 지정되었다.

## 개요
이흥사(利興寺)의 옛터에 남아있는 삼층석탑이다. 이흥사의 창건시기와 규모는 알 수 없으나 조선 후기인 18세기경까지 그 맥을 이어왔던 것으로 알려져 있다.
석탑은 2단의 기단(基壇) 위에 3층의 탑신(塔身)을 올린 모습으로 꼭대기에는 머리장식을 받치던 받침돌만 남아있다. 탑신의 몸돌과 지붕돌은 각각 다른 돌로 조성되었으며, 지붕돌은 두텁고 낙수면은 경사가 급하다.
1995년 탑의 해체, 보수할 때 땅 속에 묻혀있던 아래층 기단을 지상으로 드러내면서 본래의 모습을 찾게 되었다. 고려 전기에 세워진 것으로 추정되는 이 탑은 기단에 새겨진 가운데기둥의 수가 아래층에 2개, 위층에 1개로 되어 있어 통일신라시대의 석탑양식을 계승하고 있는 것으로 보인다.

## 참고 자료
- 영광 신천리 삼층석탑 - 국가유산청 국가유산포털